# Municipio de Muskingum (condado de Washington)
El municipio de Muskingum (en inglés: Muskingum Township) es un municipio ubicado en el condado de Washington en el estado estadounidense de Ohio. En el año 2010 tenía una población de 4461 habitantes y una densidad poblacional de 78,09 personas por km².

## Geografía
El municipio de Muskingum se encuentra ubicado en las coordenadas 39°28′58″N 81°28′20″O / 39.48278, -81.47222. Según la Oficina del Censo de los Estados Unidos, el municipio tiene una superficie total de 57.12 km², de la cual 54.9 km² corresponden a tierra firme y (3.89%) 2.22 km² es agua.

## Demografía
Según el censo de 2010, había 4461 personas residiendo en el municipio de Muskingum. La densidad de población era de 78,09 hab./km². De los 4461 habitantes, el municipio de Muskingum estaba compuesto por el 97.87% blancos, el 0.74% eran afroamericanos, el 0.09% eran amerindios, el 0.34% eran asiáticos, el 0.02% eran isleños del Pacífico, el 0.07% eran de otras razas y el 0.87% pertenecían a dos o más razas. Del total de la población el 0.85% eran hispanos o latinos de cualquier raza.